# 公案
公案（こうあん）
1. 中国で、古代から近世までの役所が発行した文書。調書・裁判記録・判例など。唐代の通語「公府の案牘」に由来する[1]。
2. 禅宗において雲水が修行するための課題として、老師（師匠）から与えられる問題である。この項目で記述する。

公案（こうあん）とは、禅宗における問答、または問題をいう。禅宗で修行僧が参究する課題である。すぐれた禅者の言葉、動作などを記録して、坐禅しようとする者に与え、悟りを得る対象とするもので、臨済宗では一千七百則とも言われる。唐末の禅僧睦州道蹤（ぼくしゅうどうしょう, 780年〜877年)が、ある参問者に答えて「現成公案、你に三十棒を放す」(即決裁判で、三十棒を与えるところを、特に猶予してやる)と言ったことに由来し、師が弟子を試み、または評価する意味の禅語。
法身、機関、言詮、難透などに大別されるが、その他に様々な課題がある。内容はいわゆる禅問答であって、にわかに要領を得ず、解答があるかすら不明なものである。有名な公案として「隻手の声」、「狗子仏性」、「祖師西来意」などがある。
　例: 両手を叩くと音がする。では片手の音とはなんだろう。（隻手の声）
公案を通じて、禅の修行者に「東洋的無」を体験させようとしたのは、宋代の五祖法演禅師からで、このころに公案禅（看話禅）が確立しており、公案は「五祖下の暗号密令」と言われることもある。
なお、「公案」の語は、転じて芸道の思案・工夫の意味にも用いられ、世阿弥は能楽論書中に好んで使用している。

## 公案を用いた禅道修行と看話禅
禅道修行を志した雲水は、一般に参禅のしきたりを踏んだうえで一人の師につき、各地にある専門道場と呼ばれる養成寺院に入門し、与えられた公案に取り組むことになる。公案は、師家（老師）から雲水が悟りの境地へと進んで行くために手助けとして課す問題であり、悟りの境地に達していない人には容易に理解し難い難問だが、屁理屈や詭弁が述べられているわけではなく、頓知や謎かけとも異なる。
数年間の修行中は僧堂で坐禅をしたり、寺の業務に従事しながら毎日、多い時には日に数度も、老師のもとに呼び出され、回答を求められる。思考の限りを尽くしてもそのたび老師に追い返され、なおも回答の提出を求められて懊悩する日々の生活は、きわめて厳しい。
公案をひとつひとつ解いて悟りへと至る禅を看話禅と呼び、臨済宗、黄檗宗、韓国の曹渓宗が看話禅に属する。これに対し、公案を用いずにひたすら坐禅をして（只管打坐）悟りを開いていく禅を黙照禅といい、黙照禅は曹洞宗の特徴となっている。
近世には一定の数の公案を解かないと住職になれない等、法臘（年数）の他に僧侶としての修業度を表す基準ともなった。

## 公案の構成
禅宗の問答は、時と所を異にして第三者のコメントがつくのが常で、始めに何も答えられなかった僧に代る代語や、答えても不十分なものには別の立場から答えて見せる別語など、第2次第3次の問答を生み出し、最初の問答を本則または古則、話頭、話則などとして参禅工夫する、公案禅または看話禅の時代となる。
宋代は、一般士大夫の間にそうした看話禅への関心が高まって、古則を集めた挙古、韻文の頌をつける頌古、散文のコメントを集めた拈古など、数々の公案集が存在した。『碧巌録』（宋代の禅僧の圜悟克勤が雪竇重顕の頌古百則を講じたもの）や、『無門関』（南宋の無門慧開が五十則の公案に評唱および頌をつけたもの）が代表的である。

## 主な公案集
- 『無門関』
- 『碧巌録』
- 『従容録』